# 函谷關之戰 (前298年)
函谷關之戰發生於前298年—前296年，戰國時代齐、韓、魏三國聯軍攻打秦國的一場戰爭。
前299年，秦國和赵国联盟，与齐国断交，在秦国为相的齐国公子孟尝君逃回齐國。前298年，在孟尝君倡导下，齐国联合韓國、魏國合縱攻秦。至函谷关，秦军退入关内据守。前297年，三国继续攻击，前296年，三国联军攻入函谷关，占领盐氏城。秦国向联军求和，分别将封陵、武遂还给魏、韩。當時，趙國、宋國和秦國結盟，沒有參與攻秦，但是趙國忙於兼併中山國，也沒有出兵助秦。齊國因過往破燕而與燕國結仇，由此三國聯軍在攻秦后又在齊將匡章的率領下大敗燕國。而楚國方面有楚懷王被秦國欺騙並扣留在秦國的情況，同時楚國並未參與此合縱；前301年，齊、韓、魏三國聯軍在垂沙之戰大敗楚軍。
齊國雖然得勝，但沒有獲得很大的收益。而韓國、魏國得罪秦國；前294年，此兩國在伊闕之戰中被秦國白起毀滅性打擊。